# Frances Dorothy Cartwright
Frances Dorothy Cartwright (ur. 1780, zm. 1863) – angielska pisarka i poetka. Urodziła się w Marnham, w Nottinghamshire, lub w Goadby Marwood, w Leicestershire, jako najmłodsze dziecko Edmunda Cartwrighta (1743–1823) i jego żony Alice Cartwright (zmarłej w 1785), która była najmłodszą córką Richarda Whitakera. Jej stryj, major John Cartwright (1740–1824), był radykalnym reformatorem. Jej siostry, Elizabeth Penrose (ok. 1779–1837) i Mary Strickland też były literatkami. W 1802 Frances Dorothy zaczęła pisać poezje, jednak na ich publikację zdecydowała się dopiero w 1835, kiedy anonimowo wydała tomik Poems, Chiefly Devotional. Na stronie tytułowej dzieła nie było nazwiska autorki, jedynie słowo wstępne podpisała kryptonimem, swoimi inicjałami F.D.C. W 1824 rozpoczęła pracę nad biografią stryja The Life and Correspondence of Major Cartwright, wydaną w 1826. Próbowała też swoich sił jako tłumaczka. Przełożyła kilka wierszy hiszpańskiego poety del Riego. Jej wersje tych liryków ukazały się w pośmiertnym wydaniu zbiorowym jego dzieł Obras póstumas poéticas w 1844.